# Wereldkampioenschappen schaatsen afstanden 2009 - 3000 meter vrouwen
De wereldkampioenschappen schaatsen afstanden 2009 - 3000 meter vrouwen werd gehouden op donderdag 12 maart 2009 op de Richmond Olympic Oval in Richmond, Canada.

## Statistieken
Jirků wist zich te plaatsen na enkele afzeggingen, maar pas na de dweil begon de strijd. Tijdens rit 8 werd Hughes gediskwalificeerd vanwege het weigeren om voorrang te verlenen aan de Poolse Wojcicka, zelfs een tweede keer. De niet topfitte favoriete Sáblíková wist Groenewold niet te verslaan en haalde zilver.

### Uitslag
| #      | Schaatser               | Tijd    |
| ------ | ----------------------- | ------- |
| Goud   | Renate Groenewold       | 4.05,44 |
| Zilver | Martina Sáblíková       | 4.05,50 |
| Brons  | Kristina Groves         | 4.06,46 |
| 4      | Jorien Voorhuis         | 4.07,91 |
| 5      | Daniela Anschütz        | 4.08,67 |
| 6      | Masako Hozumi           | 4.09,03 |
| 7      | Brittany Schussler      | 4.09,17 |
| 8      | Stephanie Beckert       | 4.09,41 |
| 9      | Maren Haugli            | 4.09,96 |
| 10     | Diane Valkenburg        | 4.11,84 |
| 11     | Katarzyna Wójcicka      | 4.14,71 |
| 12     | Hiromi Otsu             | 4.17,01 |
| 13     | Catherine Raney         | 4.18,52 |
| 14     | Nancy Swider-Peltz, Jr. | 4.18,58 |
| 15     | Lucille Opitz           | 4.19,59 |
| 16     | Lee Ju-youn             | 4.20,92 |
| 17     | Shiho Ishizawa          | 4.20,95 |
| 18     | Park Do-Young           | 4.21,82 |
| 19     | Noh Seon-Yeong          | 4.22,39 |
| 20     | Chunyan Fu              | 4.22,66 |
| 21     | Maria Lamb              | 4.23,17 |
| 22     | Galina Lichatsjova      | 4.23,39 |
| 23     | Andrea Jirků            | 4.25,60 |
| 24     | Clara Hughes            | diskw.  |

### Loting
| Rit | Binnenbaan              | Buitenbaan         |
| --- | ----------------------- | ------------------ |
| 1   | Andrea Jirků            | Noh Seon-Yeong     |
| 2   | Galina Lichatsjova      | Chunyan Fu         |
| 3   | Maria Lamb              | Lee Ju-youn        |
| 4   | Park Do-Yeong           | Hiromi Otsu        |
| 5   | Catherine Raney         | Lucille Opitz      |
| 6   | Nancy Swider-Peltz, Jr. | Shiho Ishizawa     |
| 7   | Maren Haugli            | Brittany Schussler |
| 8   | Clara Hughes            | Katarzyna Wójcicka |
| 9   | Stephanie Beckert       | Masako Hozumi      |
| 10  | Diane Valkenburg        | Jorien Voorhuis    |
| 11  | Daniela Anschütz        | Renate Groenewold  |
| 12  | Martina Sáblíková       | Kristina Groves    |

1996 · 
1997 · 
1998 · 
1999 · 
2000 · 
2001 · 
2003 · 
2004 · 
2005 · 
2007 · 
2008 · 
2009 · 
2011 · 
2012 · 
2013 · 
2015 · 
2016 · 
2017 · 
2019 · 
2020 · 
2021 · 
2023 · 
2024 · 
2025